# Sabiote
Sabiote és un municipi de la província de Jaén (Andalusia). Està al centre de la província, pertanyent a la comarca de La Loma i las Villas.

## Personatges Il·lustres
- Juan Antonio Viedma, Periodista i poeta